# Episodi di Principesse sirene - Mermaid Melody

Logo italiano della serie

Lista degli episodi di Principesse sirene - Mermaid Melody (Mermaid Melody Pichi Pichi Pitch e Mermaid Melody Pichi Pichi Pitch Pure), anime di due serie tratto dall'omonimo manga di Michiko Yokote e Pink Hanamori, trasmesso in Giappone su TV Tokyo rispettivamente dal 5 aprile 2003 al 28 marzo 2004 la prima, dal 3 aprile al 25 dicembre 2004 la seconda. In Italia sono state trasmesse, con un unico titolo, su Italia 1 dal 28 febbraio al 15 maggio 2007 la prima, dal 18 settembre 2007 al 12 febbraio 2008 la seconda. Per la messa in onda italiana, gli episodi della seconda serie presentano doppio titolo perché sono stati divisi in due parti da 12 minuti ciascuno; nei DVD sono presenti gli episodi interi e viene mantenuto il primo dei due titoli.
Le sigle originali di apertura, Taiyō no rakuen ~Promised Land~ (太陽の楽園 ～Ｐｒｏｍｉｓｅｄ Ｌａｎｄ～?) per gli ep. 1-28 e Rainbow Notes♪ per gli ep. 29-52, sono entrambe interpretate da Miyuki Kanbe, mentre Before the Moment per gli ep. 53-91 da Eri Kitamura. Quelle di chiusura, Daiji na takarabako (大事な宝箱?) per gli ep. 1-28 da Asumi Nakata (Lucia), mentre Sekai de ichiban hayaku asa ga kuru basho (世界で一番早く朝が来る場所?) per gli ep. 29-52 e Ai no ondo °C (愛の温度℃?) per gli ep. 53-91, sono entrambe interpretate da Asumi Nakata (Lucia), Hitomi Terakado (Hanon), Mayumi Asano (Rina). La sigla italiana, invece, è cantata da Sol Bontempi.

## Lista episodi
| Nº                                                            | Titolo italiano Giapponese 「Kanji」 - Rōmaji - Traduzione letterale | In onda           | In onda             |
| Nº                                                            | Titolo italiano Giapponese 「Kanji」 - Rōmaji - Traduzione letterale | Giapponese        | Italiano            |
| 1ª serie (Mermaid Melody Pichi Pichi Pitch) (52 episodi)      | |                   |                     |
| 1                                                             | Una sirena fra noi 「真珠の涙」 - Shinju no namida – "Lacrima di Perla" | 5 aprile 2003     | 28 febbraio 2007    |
| 1                                                             | Lucia Nanami, Principessa Sirena dell'Oceano Pacifico del Nord, approda sulla Terra insieme a Hippo per trovare il ragazzo al quale ha salvato la vita, affidandogli la sua Perla Rosa sette anni fa. Stabilitasi all'albergo di Nikora, la sirena incontra sulla spiaggia Kaito Domoto, il ragazzo che ha la sua perla. Mentre fa surf, Kaito viene attaccato dalla Dark Lover Izul e Lucia si tuffa in mare per salvarlo, recuperando la sua perla e trasformandosi in un'idol: con il potere della sua voce, la ragazza riesce a sconfiggere la nemica e salvare nuovamente Kaito. Hanon Hosho, ragazza incontrata a scuola con la quale Lucia ha stretto amicizia, assiste alla scena. |                   |                     |
| 2                                                             | Segreti da non rivelare 「言えない心」 - Ienai kokoro – "Sentimenti da non rivelare" | 12 aprile 2003    | 1º marzo 2007       |
| 2                                                             | Hanon si rivela essere la Principessa Sirena dell'Oceano Atlantico del Sud e, dopo aver scoperto che anche Lucia lo è, si stabilisce anche lei nell'hotel gestito da Nikora. Lucia vuole rivelare a Kaito che in realtà è lei la sirena conosciuta in passato, ma non può farlo perché rischia di trasformarsi in schiuma di mare. Anche Hanon è contraria al legame che la ragazza sta instaurando con Kaito, perché umani e sirene non possono avere relazioni, ma si ricrede quando incontra al festival estivo Taro Mitsuki, professore di musica, del quale s'innamora profondamente. |                   |                     |
| 3                                                             | Una nuova, misteriosa compagna di classe 「揺れる想い」 - Yureru omoi – "Pensieri vacillanti" | 19 aprile 2003    | 2 marzo 2007        |
| 3                                                             | A scuola arriva una nuova compagna, Rina Toin, la Principessa Sirena dell'Oceano Atlantico del Nord e custode della Perla Verde, che scambia Kaito per Gaito, l'acerrimo nemico delle sirene, e comincia a pedinarlo, scatenando la gelosia di Lucia. Intanto quest'ultima, insieme a Hanon, aiuta a far riappacificare una coppia. |                   |                     |
| 4                                                             | La principessa solitaria 「孤独な王女」 - Kodoku na purinsesu – "La principessa solitaria" | 26 aprile 2003    | 5 marzo 2007        |
| 4                                                             | Una delle Dark Lovers, Yuri, appare durante un concerto a teatro di Taro e usa la sua musica per ipnotizzare gli spettatori e attaccare le Principesse Sirene. Rina si rende conto che Kaito non è Gaito, ma in realtà una brava persona, e si trasforma per aiutare Lucia e Hanon nella battaglia. |                   |                     |
| 5                                                             | Un delfino in pericolo 「冷たいキス」 - Tsumetai kisu – "Bacio gelato" | 3 maggio 2003     | 6 marzo 2007        |
| 5                                                             | Momo, un cucciolo di delfino rosa, viene portato via dalla sua mamma da alcuni pescatori che, credendolo in fin di vita, lo consegnano a un acquario. Lucia, visto un servizio in televisione, decide di andare a salvare il piccolo animale. Mentre è all'acquario con Hanon e Rina, Izul sferra un attacco, ma le tre sirene riescono a sconfiggerla. Anche Kaito è all'acquario e vede le tre che si trasformano, iniziando a chiedersi se la sirena che ama abiti sulla terraferma con un altro aspetto. Poco dopo, Lucia, trasformatasi in sirena, bacia Kaito attraverso il vetro della vasca dell'acquario. |                   |                     |
| 6                                                             | Un bacio rubato 「愛の灯火」 - Ai no tomoshibi – "Fiamme d'amore" | 10 maggio 2003    | 7 marzo 2007        |
| 6                                                             | Nikora racconta a Lucia e Hanon una leggenda su una grotta in cui se si accende una candela con incisi i nomi dei due innamorati, l'amore fra questi dura in eterno. Lucia si reca alla grotta e vi incontra Kaito, ma l'intervento di Maria, la Dark Lover con il potere del ghiaccio, che crea una bufera di neve, costringe i due a rifugiarsi in una casetta lì vicino: qui, Kaito confessa a Lucia di aver conosciuto in passato una sirena, ma la ragazza, in un momento di confusione, gli dice che quella sirena non può esistere. Kaito allora la bacia, ma Lucia lo respinge violentemente, non capendo per quale motivo l'abbia fatto. |                   |                     |
| 7                                                             | La Gemma dei Mari 「人魚の嫉妬」 - Māmeido no jerashī – "Gelosia di sirena" | 17 maggio 2003    | 8 marzo 2007        |
| 7                                                             | A scuola circola la voce che Kaito stia uscendo con una ragazza più grande, e Lucia decide di pedinarlo insieme a Hippo, scoprendo che si tratta di un'allieva di surf, che cerca in tutti i modi di farla ingelosire, facendole credere di essere la fidanzata del ragazzo. Intanto, Gaito vuole impossessarsi della Gemma dei Sette Mari, una pietra preziosa appartenente al regno oceanico di Rina e chiamata anche Occhio di Sirena, per aumentare il suo potere: Eriru fallisce nel tentativo di rubarla dalla galleria d'arte su una nave, e il gioiello torna negli abissi del mare. |                   |                     |
| 8                                                             | I due campioni 「凍った気持」 - Kōtta kimochi – "Sentimenti congelati" | 24 maggio 2003    | 9 marzo 2007        |
| 8                                                             | Lucia si propone di preparare un bentō a Kaito, come incoraggiamento in occasione della gara nazionale di surf. Tuttavia, con il campione dello scorso anno, Sakiya, sorgono problemi. |                   |                     |
| 9                                                             | Il furto dello spartito 「盗まれた曲」 - Nusumareta merodī – "Melodia rubata" | 31 maggio 2003    | 12 marzo 2007       |
| 9                                                             | Visto il successo riscontrato da Lucia con il bentō per Kaito, Hanon decide di prepararne uno per Taro. Recatasi a casa sua per consegnarglielo, la ragazza lo trova steso per terra privo di sensi. Al suo risveglio, il professore racconta di aver composto una canzone per una sirena incontrata durante il suo viaggio in India, ma che tuttavia non ricorda più. Yuri ne approfitta e ruba lo spartito per usarlo come esca per catturare le Principesse Sirene, ma fallisce. Grazie all'intervento di Hanon, trasformatasi in sirena, Taro recupera la memoria riguardo alla sua canzone. |                   |                     |
| 10                                                            | Ombre dal passato 「過去の面影」 - Kako no omokage – "Ombre del passato" | 7 giugno 2003     | 13 marzo 2007       |
| 10                                                            | Rina viene scelta come modella da un agente di moda per un concorso. La ragazza, spinta da Lucia e Hanon, accetta, e aiuta il suo agente a superare il passato dopo una delusione d'amore. |                   |                     |
| 11                                                            | Caccia al tesoro 「願いの指輪」 - Negai no yubiwa – "L'anello dei desideri" | 14 giugno 2003    | 14 marzo 2007       |
| 11                                                            | Lucia, Hanon e Rina vanno in gita con la scuola in un'isola, che secondo una leggenda nasconde un tesoro che può esaudire qualunque desiderio. Lucia spera che esso aiuti il suo legame con Kaito e riesce a trovarlo, ma viene sprecato da Hippo, che esprime il desiderio di volere delle torte al cioccolato. |                   |                     |
| 12                                                            | Lucia compie gli anni 「すれ違う心」 - Surechigau kokoro – "Cuori incrociati" | 21 giugno 2003    | 15 marzo 2007       |
| 12                                                            | Lucia sta per compiere gli anni e Rina e Hanon, che vogliono organizzarle una festa coi fiocchi, chiedono aiuto a Kaito. Tuttavia, lo stesso giorno della festa, deve tornare nel suo regno marino per partecipare alla cerimonia in suo onore (posticipata, in attesa di ritrovare la sua perla) per il passaggio d'età e diventare una sirena adulta. Intanto, Eriru appicca fuoco alla casetta sulla spiaggia che Kaito aveva affittato per la festa; l'incendio viene poi domato, ma Lucia è triste perché, dopo la cerimonia nel suo regno, probabilmente non tornerà più sulla terraferma. |                   |                     |
| 13                                                            | Passaggio di età 「人魚の儀式」 - Māmeido no gishiki – "Il rituale di una sirena" | 28 giugno 2003    | 16 marzo 2007       |
| 13                                                            | Lucia, in compagnia di Hanon, Rina, Hippo e Nikora, arriva al suo palazzo. La cerimonia per il suo passaggio all'età adulta viene però interrotta da Gaito e le Dark Lovers, che tentano in tutti i modi di rapire la Principessa Sirena della Perla Rosa. Tuttavia, Kaito arriva nel regno marino guidato dal delfino Momo, e sfodera per la prima volta i suoi poteri della luce. La Regina dei Mari fa la sua apparizione e spiega che per salvare gli oceani devono riunirsi le sette Principesse Sirene e invocarla. Inoltre regala una nuova canzone alle principesse, con la quale sconfiggono il nemico. Successivamente, Lucia e gli altri tornano sulla terraferma. |                   |                     |
| 14                                                            | Ricordi di un cielo stellato 「星空の記憶」 - Hoshizora no kioku – "Ricordi di un cielo stellato" | 5 luglio 2003     | 19 marzo 2007       |
| 14                                                            | È l'anniversario del primo incontro tra Lucia sirena e Kaito avvenuto sette anni fa. La ragazza vorrebbe festeggiare stando insieme a lui, ma è anche l'anniversario della morte dei genitori di Kaito, che va al cimitero a fare loro visita. Lucia decide di raggiungerlo, ma nel tragitto perde la collana che contiene la sua perla; viene trovata successivamente da Kaito, che cade nella trappola preparata per le principesse da Maria, e nel tentativo di liberarsi e salvare Lucia (trasformata in idol), utilizza involontariamente un misterioso potere. |                   |                     |
| 15                                                            | La promessa 「渚の約束」 - Nagisa no yakusoku – "La promessa sulla spiaggia" | 12 luglio 2003    | 20 marzo 2007       |
| 15                                                            | Lucia promette a Kaito di superare gli esami scolastici per poter trascorrere l'estate con lui: per riuscirci, decide di mettersi d'impegno, e chiede al ragazzo di aiutarla. |                   |                     |
| 16                                                            | L'amicizia è un tesoro prezioso 「秘めた想い」 - Himeta omoi – "Sentimenti nascosti" | 19 luglio 2003    | 21 marzo 2007       |
| 16                                                            | Le tre ragazze sirene accettano un lavoretto part-time ad un locale sulla spiaggia e, dopo aver avuto un piccolo litigio con Kaito, Lucia riceve da parte di Rina e Hanon il consiglio di lasciarlo perdere. Rina, costretta a letto dalla febbre, riceve una visita di Kaito, con il quale litiga; tuttavia si accorge di provare qualcosa per il ragazzo, ma l'amicizia che la lega a Lucia è più importante di qualunque altra cosa. |                   |                     |
| 17                                                            | Caccia ai fantasmi 「儚いキス」 - Hakanai kissu – "Bacio fugace" | 26 luglio 2003    | 22 marzo 2007       |
| 17                                                            | Lucia, Hanon e Rina decidono di visitare una casa infestata da un fantasma di una ragazza e scoprono la storia di un amore finito in disgrazia. Kaito e i suoi amici le raggiungono per testare il loro coraggio, ma vengono attaccati da Yuri, che le principesse, tuttavia, riescono a sconfiggere. Lucia, rimasta sola con Kaito, vede il fantasma che scrive una lettera per il suo innamorato e decide di recapitarla: i due spiriti si incontrano e si impossessano dei corpi dei due, facendoli scambiare un lungo bacio prima di tornare nell'aldilà. |                   |                     |
| 18                                                            | Una visita inaspettata 「幼い訪問者」 - Osanai hōmon-sha – "Una giovane ospite" | 2 agosto 2003     | 23 marzo 2007       |
| 18                                                            | Meru, una giovane sirena blu, arriva sulla terraferma per consegnare alla sua principessa Hanon il carillon Luna d'Ariake, un tesoro tramandato da sempre tra le sirene del suo regno. Inoltre chiede aiuto per ritrovare sua madre, dispersa nell'oceano dopo l'attacco di Gaito, ma rimane delusa dal comportamento di Lucia e Hanon, che si sono innamorate di due umani, tralasciando il loro dovere di principesse. Successivamente, dopo una trappola messa in atto da Yuri, si ricrede. |                   |                     |
| 19                                                            | Tentazioni d'estate 「夏の誘惑」 - Natsu no yūwaku – "Tentazioni d'estate" | 9 agosto 2003     | 26 marzo 2007       |
| 19                                                            | All'uscita di un concerto, Lucia si perde e incontra un ragazzo, Ryo, con cui passa tutto il pomeriggio, mentre Rina, Hanon e Kaito la cercano. La ragazza lascia delle tracce sperando che la trovino; infatti, alla fine della giornata, Kaito la raggiunge, proprio nel momento in cui Ryo sta per baciare Lucia, e dice impulsivamente di lasciar stare la sua ragazza. Ryo gli risponde che Lucia lo ha pensato per l'intera giornata. |                   |                     |
| 20                                                            | La lettera nella bottiglia 「海から恋文」 - Umi kara raburetā – "La lettera d'amore venuta dal mare" | 16 agosto 2003    | 27 marzo 2007       |
| 20                                                            | Lucia, Hanon e Rina trovano sulla spiaggia una lettera d'amore in una bottiglia e decidono di indagare per scoprire a chi è destinata. Durante la notte delle stelle cadenti, Lucia scopre che è per Madame Taki. |                   |                     |
| 21                                                            | Il concorso di bellezza 「小さな初恋」 - Chīsana hatsukoi – "Piccolo primo amore" | 23 agosto 2003    | 28 marzo 2007       |
| 21                                                            | Le principesse decidono di partecipare ad un concorso di bellezza, al quale si iscrivono anche le Dark Lovers. Makoto, il cuginetto di Kaito, scopre che Lucia è una sirena, ma per non metterla in pericolo non lo rivela a nessuno. |                   |                     |
| 22                                                            | La ragazza misteriosa 「幻惑の少女」 - Genwaku no shōjo – "La ragazza affascinante" | 30 agosto 2003    | 29 marzo 2007       |
| 22                                                            | Taro viene nuovamente assegnato alla classe di Lucia, Rina e Hanon, e quest'ultima, felicissima, organizza un barbecue nel bosco in suo onore. Durante la festa, Taro vede una ragazza, Caren, che assomiglia molto alla sirena incontrata in passato, e comincia a seguirla. Nel frattempo, Lucia, Rina e Hanon si imbattono in Maria, che congela una cascata, mettendo in pericolo le principesse. Kaito, che era nei paraggi, vede la scena e salva Lucia con un fascio di luce, svenendo subito dopo. La Dark Lover, stupita, informa Gaito dell'accaduto, e questi rivela che il ragazzo è l'altra sua metà, rappresentante la luce. |                   |                     |
| 23                                                            | Febbre d'amore 「恋の微熱」 - Koi no binetsu – "Febbre d'amore" | 6 settembre 2003  | 30 marzo 2007       |
| 23                                                            | A causa di Maria, Kaito si prende il raffreddore e salta la scuola. Lucia va a trovarlo a casa per vedere come sta, ma nel frattempo perde il controllo dei suoi sentimenti a causa di una perla datale da Madame Taki e rischia di rivelargli la sua vera identità. |                   |                     |
| 24                                                            | Sogni da sposa 「夢は花嫁」 - Yume wa hanayome – "Il sogno è una sposa" | 13 settembre 2003 | 2 aprile 2007       |
| 24                                                            | Meru torna sulla terra per rivedere Kaito, scatenando la gelosia di Lucia, che comincia a spiarli insieme a Hippo, mentre partecipano ad una sfilata di abiti da sposa. |                   |                     |
| 25                                                            | Un amore impossibile 「月光の少年」 - Gekkō no shōnen – "Il ragazzo al chiaro di luna" | 20 settembre 2003 | 3 aprile 2007       |
| 25                                                            | Hippo si trasforma per la prima volta nella sua versione umana, innamorandosi di Yuri, senza sapere che è una delle Dark Lovers. |                   |                     |
| 26                                                            | Un ammiratore invadente 「かれんの唄」 - Karen no uta – "Il canto di Caren" | 27 settembre 2003 | 4 aprile 2007       |
| 26                                                            | Lucia, Hanon e Rina si uniscono a Kaito nel suo viaggio per partecipare a una gara di surf, a cui prende parte anche Sakiya, campione dello scorso anno innamorato di Lucia. Nel frattempo, le Dark Lovers attaccano il trio delle principesse, ma appare la Principessa Sirena della Perla Viola che salva la situazione. |                   |                     |
| 27                                                            | L'ostilità di Caren 「信じる心」 - Shinjiru kokoro – "Cuori fiduciosi" | 4 ottobre 2003    | 5 aprile 2007       |
| 27                                                            | La principessa viola dell'Oceano Antartico si rivela essere la sorella gemella minore di Noel, principessa dell'Oceano Artico, che è stata catturata da Gaito nel tentativo di mettere in salvo Rina. Per questo Caren si rifiuta di entrare a far parte del gruppo, giudicando Rina una vigliacca. Intanto fanno la loro apparizione le Black Beauty Sisters, che catturano Caren, e Lucia, Rina e Hanon non riescono a impedirlo. |                   |                     |
| 28                                                            | Arrivederci o… addio? 「ＫＩＺＵＮＡ」 - KIZUNA – "KIZUNA (Legàmi)" | 11 ottobre 2003   | 6 aprile 2007       |
| 28                                                            | Lucia, Hanon e Rina scendono nelle oscurità oceaniche in cerca di Caren, arrivando al palazzo di Gaito. Tramite Kaito, la Regina dei Mari dona loro dei braccialetti per amplificare i loro poteri e una nuova canzone per sconfiggere i nemici. Pur non unendosi al gruppo, Caren perdona Rina su quanto successo in passato. |                   |                     |
| 29                                                            | Confessione mascherata 「仮面の告白」 - Kamen no kokuhaku – "Confessione mascherata" | 18 ottobre 2003   | 10 aprile 2007      |
| 29                                                            | La scuola organizza uno spettacolo teatrale sulla fiaba La sirenetta, e a Lucia viene assegnata la parte della sirena protagonista. Il ragazzo che interpreta il principe però si infortuna, e il suo posto viene preso da Kaito. Al momento della recita, Izul e Eriru attaccano le Principesse Sirene, e Lucia non ricorda più le sue battute, stravolgendo la rappresentazione. |                   |                     |
| 30                                                            | Occhi di ghiaccio 「氷の瞳」 - Kōri no hitomi – "Occhi di ghiaccio" | 25 ottobre 2003   | 11 aprile 2007      |
| 30                                                            | Gaito decide di prendere parte personalmente nella cattura delle sirene, fingendosi Kaito: questo fa nascere non poche incomprensioni fra quello vero e Lucia. |                   |                     |
| 31                                                            | Doppia trappola 「危険な罠」 - Kikenna wana – "Una trappola pericolosa" | 1º novembre 2003  | 12 aprile 2007      |
| 31                                                            | Rina, Hanon e Lucia decidono di usare come esca una di loro per attirare le Dark Lovers, e condurle al castello di Gaito. Tuttavia, Caren e Kaito ostacolano inconsapevolmente il piano. Le principesse scoprono, però, che il castello del nemico si sposta nei fondali e che quindi non ha una localizzazione ben precisa. Nel frattempo, anche Lucia rimane sorpresa dal potere di Kaito. |                   |                     |
| 32                                                            | Sogni premonitori 「恋は夢色」 - Koi wa yumeiro – "L'amore è il colore dei sogni" | 8 novembre 2003   | 13 aprile 2007      |
| 32                                                            | Lucia trova una misteriosa pietra sulla spiaggia con cui scopre di poter fare dei sogni premonitori e, quando ne fa uno strano su Kaito, cerca di evitare che accada, ma sembra che non riesca a scappare dal destino nonostante si nasconda ovunque pur di evitarlo. |                   |                     |
| 33                                                            | Panico al parco divertimenti 「遊園地騒動」 - Yūenchi panikku – "Panico al parco divertimenti" | 15 novembre 2003  | 16 aprile 2007      |
| 33                                                            | Un parco divertimenti sta per essere aperto in città e Lucia e Hanon, entusiaste di andarci, invitano Kaito e Taro. Al contrario, Rina avverte qualcosa di sospetto. I sospetti della ragazza si rivelano fondati, ma le Principesse Sirene sconfiggono ancora una volta le Black Beauty Sisters. |                   |                     |
| 34                                                            | Apprendista indovina 「アウリの日」 - Auri no hi – "La giornata di Auri" | 22 novembre 2003  | 17 aprile 2007      |
| 34                                                            | Arriva sulla terraferma Auri, una bambina appartenente alla famiglia degli abaloni nota per i suoi esperimenti esplosivi che vuole diventare un'indovina. Madame Taki le assegna il compito di creare una pozione con degli ingredienti specifici che deve, tuttavia, trovare. Lucia, Hanon e Rina la tengono d'occhio tutto il giorno, visto che è solita a cacciarsi nei guai. |                   |                     |
| 35                                                            | La confessione di Taro 「悲しみの曲」 - Kanashimi no merodī – "Melodia del dolore" | 29 novembre 2003  | 18 aprile 2007      |
| 35                                                            | Hanon è preoccupata per Taro e chiede al professore di raccontarle la storia della sirena di cui si era innamorato durante un viaggio in India: egli rivela che si trattava della Principessa Sirena dell'Oceano Indiano. Per un malinteso creatosi tra lui e la sirena arancione, Taro vuole abbandonare la carriera di pianista, se non riesce a far emozionare tutti al concerto che deve tenere. Le Black Beauty Sisters attaccano il teatro, ma l'intervento di Sara che fa placare le onde riporta la calma. |                   |                     |
| 36                                                            | Una fata in missione segreta 「愛のベビー」 - Itoshi no bebī – "Una bambina beneamata" | 6 dicembre 2003   | 19 aprile 2007      |
| 36                                                            | Insieme a Hanon, Lucia trova una neonata e decide di prendersi cura di lei. Kaito la aiuta, ma la ragazza non sa che in realtà la neonata è una fata venuta dall'Oceano Pacifico del Nord per vederla. Inoltre, anche la bambina rimane stupita dal potere che possiede Kaito. |                   |                     |
| 37                                                            | Il braccialetto 「噂の二人」 - Uwasa no futari – "Dicerie su due persone" | 13 dicembre 2003  | 20 aprile 2007      |
| 37                                                            | Lucia, Hanon e Rina sentono parlare di un fantomatico braccialetto capace di far innamorare chi si vuole. Lucia tenta di ottenerlo in tutti i modi, ma alla fine lo riconsegna alla sua proprietaria, senza averlo utilizzato con Kaito. La donna custode lo restituisce all'oceano, rivelando che è stata una sirena a donarlo a un umano, e che in qualche modo era finito tra le sue mani. |                   |                     |
| 38                                                            | Il regalo di Natale 「聖夜の贈物」 - Kurisumasu no okurimono – "Regalo alla vigilia di Natale" | 20 dicembre 2003  | 23 aprile 2007      |
| 38                                                            | Alla vigilia di Natale, Kaito viene a sapere da una sua zia che i suoi genitori, morti durante un naufragio, lo avevano adottato, ma la donna non gli sa dire chi siano quelli naturali. Lucia, credendo che la donna sia la fidanzata di Kaito, li segue e, quando alla fine viene a conoscenza della verità, corre da Kaito e gli infila al polso un braccialetto, il suo regalo di Natale. Kaito le prende la mano e le chiede di rimanere insieme a lui per Natale. |                   |                     |
| 39                                                            | Il concerto di Capodanno 「ＰｉｎＰ」 - Panikku in Pāru Piari – "Panico al Pearl Piari" | 27 dicembre 2003  | 24 aprile 2007      |
| 39                                                            | A causa di un litigio tra Lucia, Hanon e Rina, il concerto di Capodanno che si tiene al Pearl Piari viene rimandato. Le Dark Lovers, stabilitesi nell'hotel per la fine dell'anno e all'oscuro della loro vera identità, cercano in tutti i modi che le tre facciano pace e il concerto venga fatto in tempo. |                   |                     |
| 40                                                            | Sogno nel sogno 「初夢大作戦」 - Hatsuyume daisakusen – "Il grande piano per il primo sogno dell'anno" | 2 gennaio 2004    | 26 aprile 2007      |
| 40                                                            | Hanon viene a sapere che i sogni fatti il primo giorno dell'anno si avverano e decide di costruire alcuni oggetti dedicati a Taro per sognarlo. Il suo scopo viene raggiunto, ma dopo il suo sogno romantico ne fa un altro su una possibile carriera delle Principesse Sirene nel mondo dello spettacolo, che si conclude da incubo. Anche Lucia e Rina hanno fatto lo stesso sogno e si svegliano traumatizzate. |                   |                     |
| 41                                                            | Proposta di matrimonio 「オトナの恋」 - Otona no koi – "Amore tra adulti" | 10 gennaio 2004   | 27 aprile 2007      |
| 41                                                            | Maki, il proprietario del bar sulla spiaggia, chiede a Nikora di sposarlo, regalandole un anello. Hippo e gli altri sono preoccupati della risposta della donna, perché l'amore tra umano e sirena non può esistere. Mentre i due stanno su una barca, le Dark Lovers attaccano, e Maki finisce in mare venendo salvato da Nikora: l'uomo rivede in lei la sua moglie defunta Saori, e capendo che non è pronto per un'altra relazione, Nikora rifiuta la proposta. |                   |                     |
| 42                                                            | In fuga per amore 「涙の行方」 - Namida no yukue – "Luogo di lacrime" | 17 gennaio 2004   | 30 aprile 2007      |
| 42                                                            | Yuri e Hippo vengono visti insieme di nascosto da Hanon, Lucia e Rina. Per questo motivo, a Hippo viene proibito di vederla poiché la loro storia non può avere futuro, essendo nemici. Lucia, vedendolo triste, gli consiglia di fuggire con Yuri per trovare insieme la felicità, ma vengono bloccati sia da Caren che dalle Dark Lovers, le quali dicono che la loro compagna ha usato Hippo per arrivare alle Principesse Sirene. Pur sapendo che non è vero, Hippo allontana Yuri perché deve compiere la sua missione di proteggere le principesse. |                   |                     |
| 43                                                            | Tre fratelli per tre sirene 「妖かしの歌」 - Ayakashi no uta – "Canto del sospetto" | 24 gennaio 2004   | 2 maggio 2007       |
| 43                                                            | Le Black Beauty Sisters ingaggiano tre fratelli, non tanto brillanti, per trovare e catturare le Principesse Sirene, ma falliscono nel loro intento. Nel frattempo Sara incontra Taro, che si tuffa nell'oceano per verificare se si tratta della sirena del suo passato; tuttavia rischia di annegare, ma Hanon, Lucia e Rina lo salvano. |                   |                     |
| 44                                                            | La bufera di neve 「雪夜の奇蹟」 - Yukiyo no kiseki – "Miracolo in una notte nevosa" | 31 gennaio 2004   | 3 maggio 2007       |
| 44                                                            | Kaito e i suoi amici organizzano una gita in montagna e Lucia va a salutare il ragazzo appena prima che parta. Arrivata alla fermata dell'autobus, però, non trova più nessuno perché la gita è stata annullata visto la bufera, scatenata da Maria per le principesse. Lucia, allora, decide di andare a cercare Kaito a casa sua, ma nel tragitto sviene per il troppo freddo. Nel frattempo, Kaito, andato a cercare Lucia all'hotel, viene a sapere che lei è andata a cercarlo e, dopo averla trovata tra la neve, costruisce un igloo per non farle prendere ancora freddo. Dopo aver passato la notte abbracciati, scoprono di aver dormito a due passi dall'hotel. |                   |                     |
| 45                                                            | Sentimenti contrastanti 「二つの想い」 - Futatsu no omoi – "I sentimenti di entrambi" | 7 febbraio 2004   | 4 maggio 2007       |
| 45                                                            | Kaito chiede a Lucia di uscire, che, seppur felice, è sempre più insicura dei sentimenti che il ragazzo nutre nei suoi confronti, poiché lui pensa ancora alla sirena che l'ha salvato anni prima. Intanto al Pearl Piari è ospite un fotografo, il quale ha problemi di coppia; per via di un attacco di Izul e Yuri si prende il raffreddore, ma la fidanzata accorre in suo soccorso. |                   |                     |
| 46                                                            | Addio o arrivederci? 「さよなら」 - Sayonara – "Addio" | 14 febbraio 2004  | 7 maggio 2007       |
| 46                                                            | Nel giorno di San Valentino, Lucia scopre che Kaito sta per partire per le Hawaii. Il ragazzo spera di trovare lì le sue vere origini. Prima di partire, però, dichiara il suo amore a Lucia donandole un anello e baciandola. |                   |                     |
| 47                                                            | L'incubo di Kaito 「黒い招待状」 - Kuroi inbitēshon – "Invito oscuro" | 21 febbraio 2004  | 8 maggio 2007       |
| 47                                                            | Kaito è partito e Lucia lo sente tramite lettere; Gaito, intanto, gli appare in sogno dicendogli di risvegliarsi e passare dalla sua parte. Nel frattempo Sara va a trovare Taro e gli consegna la chiave del castello di Gaito, invitandolo a seguirla: l'uomo dà le dimissioni di professore e usa la chiave per raggiungerla negli abissi marini. |                   |                     |
| 48                                                            | La disperazione di Hanon 「海斗の悪夢」 - Kaito no akumu – "L'incubo di Kaito" | 28 febbraio 2004  | 9 maggio 2007       |
| 48                                                            | Hanon, disperata, cerca di salvare Taro in ogni modo possibile da Sara. Intanto, Kaito fa un terribile incubo per colpa di Gaito, arrivando alla fine all'interno del castello di quest'ultimo. |                   |                     |
| 49                                                            | Il terribile piano delle Black Beauty Sisters 「ＫＯＤＯＵ」 - KODOU – "KODOU (Battito del cuore)" | 7 marzo 2004      | 10 maggio 2007      |
| 49                                                            | Le Black Beauty Sisters SheShe e MiMi si impossessano delle perle delle due sirene rapite in precedenza e con esse provocano danni alla terra. Le Principesse Sirene, però, fanno in tempo a fermarle con una nuova canzone donata loro dalla Regina dei Mari. Avendolo tradito, Gaito utilizza il suo potere contro le due Sisters, che tornano alla loro forma originaria di code di rospo. Le due perle vengono poi recuperate da Hippocampo, vera forma di Hippo e animale sacro protettore del sigillo dorato, ovvero la chiave del castello rubata da Sara. Nel frattempo, Kaito viene a conoscere da Gaito la storia sul suo passato da erede della famiglia dei Panthalassa, il cui scopo è catturare le sirene, e che solo unendosi a suo fratello può salvare Lucia. |                   |                     |
| 50                                                            | La grande sfida 「心の闇」 - Kokoro no yami – "L'oscurità del cuore" | 14 marzo 2004     | 11 maggio 2007      |
| 50                                                            | Lucia, Hanon, Rina e Caren decidono di affrontare Gaito nel suo palazzo ormai emerso dagli abissi e riescono a liberare Noel, Principessa Sirena della Perla Indaco dell'Oceano Artico, e Coco, Principessa Sirena della Perla Gialla dell'Oceano Pacifico del Sud. Coco supplica Sara di tornare dalla loro parte, ma la sirena rifiuta affermando che il vero potere risiede nell'oscurità. Intanto Gaito intrappola Lucia all'interno di specchi, ma viene salvata dalle compagne e dalla luce di Kaito. |                   |                     |
| 51                                                            | Verità svelate 「蘇る真実」 - Yomigaeru shinjitsu – "Verità risorta" | 21 marzo 2004     | 14 maggio 2007      |
| 51                                                            | Le sei Principesse Sirene scoprono che Kaito è il fratello gemello di Gaito e, come lui, discende dalla stirpe dei Panthalassa. Intanto, Taro è prigioniero di Sara, che per vendetta lo costringe a suonare solo per lei; mentre quest'ultima lo sta per attaccare, viene bloccata da Hanon, pronta a difendere il suo amato. Vedendo quanto la ragazza sia risoluta e innocente, Sara ricorda i bei momenti passati con Taro: lui, infatti, l'aveva lasciata solamente per non ostacolare il suo dovere di Principessa verso il suo regno. Appreso ciò, Sara torna buona, mentre Hanon si fa da parte e decide di rinunciare all'amore di Taro per sempre. |                   |                     |
| 52                                                            | Colpi di scena 「最後のキス」 - Saigo no kisu – "L'ultimo bacio" | 28 marzo 2004     | 15 maggio 2007      |
| 52                                                            | Kaito si rende conto che la sirena che l'ha salvato sette anni prima è Lucia. Nel frattempo, tutte e sette le principesse si riuniscono ed invocano la Regina dei Mari, che dona loro dei nuovi microfoni con i quali sconfiggono Gaito. Quest'ultimo si arrende e lascia andare via i suoi avversari mentre il castello crolla negli abissi. Sara, però, pur essendo innamorata di Taro, decide di non lasciare Gaito da solo e, dopo aver lasciato la sua perla a Lucia, entra nel castello e muore con lui. Finita la battaglia, Kaito si risveglia sulla spiaggia con Lucia che gli rivela che non è stato tutto un sogno, e si baciano. |                   |                     |
| 2ª serie (Mermaid Melody Pichi Pichi Pitch Pure) (39 episodi) | |                   |                     |
| 1 (53)                                                        | Strani incontri - Un incontro misterioso 「別れの朝」 - Wakare no asa – "La mattina della separazione" | 3 aprile 2004     | 18 settembre 2007   |
| 1 (53)                                                        | Ormai la battaglia contro Gaito è finita e tutte le Principesse Sirene devono tornare nei loro regni. Mentre Taro annuncia di voler partire per la Germania, Kaito vola nuovamente alle Hawaii per un torneo di surf. Un potente angelo, però, si palesa all'orizzonte; in più, Lucia sogna una giovane sirena. |                   |                     |
| 2 (54)                                                        | Alla ricerca di Kaito - La rivelazione di Sara 「水平線の彼方」 - Suihei-sen no kanata – "Oltre l'orizzonte" | 10 aprile 2004    | 20 settembre 2007   |
| 2 (54)                                                        | Lucia riceve una telefonata e scopre che Kaito è disperso in mare. La sirena si tuffa in mare per cercarlo, ma cade in una trappola all'interno di una grotta delle Black Beauty Sisters, ora sotto il comando di Mikeru. Grazie all'apparizione dell'anima di Sara, Lucia riesce a trovare l'uscita e viene a sapere che la giovane sirena apparsale in sogno è la futura Principessa Sirena dell'Oceano Indiano. |                   |                     |
| 3 (55)                                                        | Un nuovo nemico - Melodia blu 「水色の旋律」 - Mizuiro no merodī – "Melodia acquamarina" | 17 aprile 2004    | 25 settembre 2007   |
| 3 (55)                                                        | Hanon vuole confessare i suoi sentimenti a Taro, prima che questi parta per la Germania. Un demone dell'acqua creato dalle Black Beauty Sisters, tuttavia, ostacola la principessa blu, ma insieme a Lucia e Rina lo sconfigge appena in tempo per andare all'aeroporto e salutare il professor Mitsuki. Prima di partire, Hanon gli rivela il suo amore, e Taro le regala uno spartito con una canzone scritta appositamente per lei, visto che è grazie a lei se lui e Sara si sono chiariti. Dopo la partenza del volo, la ragazza perde lo spartito, che viene raccolto da un misterioso ragazzo. |                   |                     |
| 4 (56)                                                        | Una lettera misteriosa - Il quadrifoglio portafortuna 「幸せの予感」 - Shiawase no yokan – "Una premonizione di felicità" | 24 aprile 2004    | 27 settembre 2007   |
| 4 (56)                                                        | Rina riceve una lettera in cui le viene chiesto di tornare nel suo regno. Indecisa se lasciare o meno le amiche, alla fine rifiuta e rimane sulla terraferma dove, intanto, incontra un ragazzo che si chiama Masahiro Hamasaki. |                   |                     |
| 5 (57)                                                        | Nuovi amori all'orizzonte - La forza della motivazione 「マエストロ」 - Maesutoro – "Maestro" | 1º maggio 2004    | 2 ottobre 2007      |
| 5 (57)                                                        | Lucia e Hanon vanno ad un concerto di Rihito Amagi, famoso direttore d'orchestra; Rina, invece, incontra di nuovo Masahiro. Riunitesi alla fine del concerto, le tre sirene affrontano un pesce lanterna e le Black Beauty Sisters. Alle Hawaii, intanto, Kaito viene curato da una ragazza di nome Mikaru. |                   |                     |
| 6 (58)                                                        | Amnesia - Una nuova ragazza per Kaito 「年下の男の子」 - Toshishita no otoko no ko – "L'uomo più giovane" | 8 maggio 2004     | 4 ottobre 2007      |
| 6 (58)                                                        | Kaito ritorna dalle Hawaii con Mikaru, che lo ospita a casa sua insieme a suo fratello Rihito, ma non ricorda nulla di Lucia e tutto ciò che riguarda l'oceano. Sconvolta, Lucia cade in una profonda depressione. Nel frattempo, Hanon viene corteggiata da Shirai, un ragazzo più giovane di lei che ha recuperato lo spartito regalato da Taro alla ragazza. |                   |                     |
| 7 (59)                                                        | Il dolore di Lucia - La nascita di Seira 「奪われた心」 - Ubawareta kokoro – "Cuore rubato" | 15 maggio 2004    | 9 ottobre 2007      |
| 7 (59)                                                        | Lucia cerca di non dare a vedere che è triste che Kaito non si ricordi di lei e che il ragazzo le manca moltissimo: decisa a fargli tornare la memoria, va a casa sua. Dopo aver parlato con Kaito, la sirena viene convocata nell'Oceano Indiano per unire la perla di Sara allo spirito di Seira, la nuova principessa, e farla così nascere. Tuttavia, si ritrova a doverla difendere dalle Black Beauty Sisters, e sconfitta, non riesce a impedire che Mikeru rubi i frammenti del cuore di Seira, impedendo la sua nascita. Sara consegna a Lucia una scatola in cui contenere la Perla Arancione, affidandole la missione di recuperare i frammenti. |                   |                     |
| 8 (60)                                                        | La memoria perduta - La medusa elettrica 「記憶の果て」 - Kioku no hate – "Alla fine della memoria" | 22 maggio 2004    | 11 ottobre 2007     |
| 8 (60)                                                        | In un tentativo di far tornare la memoria a Kaito, gli amici del ragazzo riescono a convincerlo a riprendere a fare surf. Per ricordare i momenti trascorsi assieme, Lucia, trasformata in sirena, appare a Kaito e lo bacia. |                   |                     |
| 9 (61)                                                        | Gelosia - Incontro ravvicinato con Lady Bat 「恋の練習曲」 - Koi no echūdo – "Etude d'amore" | 29 maggio 2004    | 16 ottobre 2007     |
| 9 (61)                                                        | Hanon decide di imparare la canzone composta per lei da Taro. Tuttavia, la ragazza non sa suonare e viene aiutata da Kaito. Shirai, che cerca in tutti i modi di farsi amare da Hanon, decide di regalarle un libro su come suonare il pianoforte. Intanto le Principesse Sirene affrontano un nuovo nemico al servizio di Mikeru, Lady Bat. |                   |                     |
| 10 (62)                                                       | Imprevisti - Ritorno tempestivo 「残る想い」 - Nokoru omoi – "Pensieri rimasti" | 5 giugno 2004     | 18 ottobre 2007     |
| 10 (62)                                                       | Dopo averla portata nella sua palestra, Masahiro invita Rina ad un suo incontro di boxe. La sirena, però, è costretta all'ultimo momento a tornare nel suo regno per una cerimonia e, di conseguenza, non riesce ad assistere all'incontro. Alla fine i due si scambiano i numeri di telefono. |                   |                     |
| 11 (63)                                                       | Un fratello preoccupato - La tempesta 「兄の気持ち」 - Ani no kimochi – "I sentimenti di un fratello" | 12 giugno 2004    | 23 ottobre 2007     |
| 11 (63)                                                       | Preoccupato per sua sorella, Rihito chiede a Lucia e le sue amiche di invitare Mikaru ad uscire e fare shopping. A loro si unisce Kaito. Hanon e Rina cercano di allontanare Mikaru da Kaito, in modo che il ragazzo stia solo con Lucia, ma le cose non vanno affatto come sperano. Mikaru sviene e viene portata all'ospedale, mentre le Principesse Sirene affrontano Mikeru, che sferra una tempesta sulla città. |                   |                     |
| 12 (64)                                                       | Un luccichio negli abissi - Caccia alla conchiglia 「光の海の人魚」 - Hikari no umi no māmeido – "Sirena della luce marina" | 19 giugno 2004    | 25 ottobre 2007     |
| 12 (64)                                                       | Coco arriva sulla terraferma per chiedere aiuto a Lucia, Hanon e Rina: le quattro, insieme a Hippo, si recano nell'Oceano Indiano alla ricerca di una conchiglia contenente i sentimenti di amore e odio di Sara. Le Black Beauty Sisters la trovano per prime, ma la conchiglia reagisce contro di loro e permette alle Principesse Sirene di sconfiggerle. |                   |                     |
| 13 (65)                                                       | Segreti e bugie - I segreti di Masahiro 「カレの秘密」 - Kare no himitsu – "I segreti di lui" | 26 giugno 2004    | 30 ottobre 2007     |
| 13 (65)                                                       | Hanon fa vedere a Rina una foto su un giornale che ritrae Masahiro con suo padre, un uomo molto ricco. Rina decide, quindi, di scoprirne di più sul ragazzo, ma Masahiro si rifiuta di raccontarle la verità sulla sua famiglia e sul perché pratichi boxe e motociclismo; terminato un incontro di boxe in cui tuttavia perde, Masahiro si confida con Rina. |                   |                     |
| 14 (66)                                                       | Dubbi e domande - Una voce dall'oscurità 「闇からの声」 - Yami kara no koe – "Una voce dall'oscurità" | 3 luglio 2004     | 6 novembre 2007     |
| 14 (66)                                                       | Rina decide di portare Kaito nella Caverna della Sirena per aiutarlo a recuperare la memoria. LanHua, una delle serve di Mikeru, con lo scopo di attirare le sirene in una trappola, crea un'onda anomala che travolge Kaito e lo trascina negli abissi: qui, viene risvegliato dallo spirito di Gaito che gli ricorda di essere suo fratello e di proteggere Lucia, e che non deve cercare di ricordare poiché la sua vera anima dorme dentro di lui. Intanto viene offerta la possibilità alle principesse di unirsi a Mikeru, ma Lucia, Hanon e Rina rifiutano; furibonda per questo, LanHua si divide in dodici piccole copie di sé e comincia a cantare facendo ballare fino allo sfinimento le principesse. Animato dalle parole del fratello, Kaito salva Lucia e le altre con i suoi poteri, facendo comparire la Regina dei Mari, la quale dona una nuova canzone alle sirene che permette di sconfiggere la nemica. |                   |                     |
| 15 (67)                                                       | Pericolo al Polo Sud - L'unione fa la forza 「七つの海の祈り」 - Nanatsu no umi no inori – "La preghiera dei sette mari" | 10 luglio 2004    | 8 novembre 2007     |
| 15 (67)                                                       | Visti gli ultimi avvenimenti che riguardano il Polo Sud, Lucia, Hanon e Rina partono per l'Antartide per aiutare Caren. L'innalzamento della temperatura, che porta allo scioglimento dei ghiacciai, si scopre essere causato dalle Black Beauty Sisters. Lucia, Hanon, Rina e Caren le sconfiggono, anche grazie a Noel e Coco che si uniscono al loro canto. Nel frattempo, Caren trova l'amore in Subaru, un ricercatore incontrato sul posto. |                   |                     |
| 16 (68)                                                       | Un ristorante da salvare - Sorpresa in cucina 「夏休みだヨ！全員集合」 - Natsuyasumi da yo! Zenin shūgō – "Sono le vacanze estive! Tutte insieme riunite" | 17 luglio 2004    | 19 dicembre 2007    |
| 16 (68)                                                       | Per salvare il ristorante di Maki, che rischia di chiudere a causa di un hotel vicino molto più attrezzato, Lucia, Hanon e Rina chiedono aiuto a Caren, Noel e Coco. Le sei principesse decidono di affrontare alcuni ospiti dell'hotel in una partita di beach volley. |                   |                     |
| 17 (69)                                                       | Luci di una notte di mezza estate 「真夏のセレブな夜」 - Manatsu no serebu na naito – "Celebrazione di una notte di mezza estate" | 24 luglio 2004    | 20 dicembre 2007    |
| 17 (69)                                                       | Hanon viene invitata da Shirai a una festa mondana, ma, mentre Caren, Noel e Coco mettono in atto un piano per far capire a Hanon quanto sia speciale Shirai, quest'ultimo perde i biglietti. Quando Shirai comunica la brutta notizia ad Hanon, lei si arrabbia, ma lui per farsi perdonare la porta a fare un giro in barca e, quando iniziano i fuochi d'artificio, le confessa il suo amore. |                   |                     |
| 18 (70)                                                       | La baia dei desideri - I due desideri 「星の迷宮」 - Hoshi no rabirinsu – "Labirinto di stelle" | 31 luglio 2004    | 21 dicembre 2007    |
| 18 (70)                                                       | A causa di un incantesimo legato a due desideri, le Principesse Sirene finiscono in una realtà alternativa: Seira va a scuola con loro e Hippo rincontra, anche se per poco, la sua amata Yuri. |                   |                     |
| 19 (71)                                                       | Invecchiamento precoce - Una canzone per il dottore 「癒しの歌」 - Iyashi no uta – "Canto di guarigione" | 7 agosto 2004     | 27 dicembre 2007    |
| 19 (71)                                                       | Lucia, Hanon e Rina trovano un portapillole sulla spiaggia davanti all'hotel e scoprono che è destinato a Taki. Dopo aver trovato al suo interno un messaggio d'aiuto di Somegoro, il re dei calamari giganti, le tre vanno nel suo regno: qui trovano le Black Beauty Sisters che, con una polvere, le fanno invecchiare. Le principesse, però, tornano normali grazie all'inchiostro di Somegoro e le sconfiggono. |                   |                     |
| 20 (72)                                                       | Amore e fedeltà - L'amore non ha bisogno di parole 「恋の探偵」 - Koi no tantei – "Detective dell'amore" | 14 agosto 2004    | 28 dicembre 2007    |
| 20 (72)                                                       | Caren, Noel e Coco, vedendo che la storia tra Rina e Masahiro non decolla, decidono di aiutarli a loro insaputa e, mentre cercano di capire se a Masahiro piaccia davvero Rina, il ragazzo porta Caren in moto con lui fino alla spiaggia per chiederle qualche consiglio, rivelandole di avere un debole per Rina. Intanto, Lucia e Hanon vengono attaccate da Mikeru che dà alle principesse l'ultima possibilità di unirsi a lui, ma loro rifiutano. Mikeru definisce l'umanità meschina e disonesta affermando che l'amore eterno non esiste, ma Rina, giunta in loro aiuto, gli dice che lui non sa cosa sia il vero amore e lo definisce un essere spregevole mandando su tutte le furie l'angelo che le teletrasporta nel suo regno con l'intento di assorbire le loro anime. Lucia e le altre, non arrendendosi, con la loro volontà riescono a sconfiggere Mikeru.                                                   |                   |                     |
| 21 (73)                                                       | L'intrusa - Acqua e fuoco 「恋の不法侵入」 - Koi no fuhōshinnyū – "Intrusione d'amore" | 21 agosto 2004    | 31 dicembre 2007    |
| 21 (73)                                                       | Lucia trova le chiavi dell'appartamento di Kaito, che il ragazzo le aveva affidato prima di partire facendole promettere che lo avrebbe tenuto pulito. La sirena decide di andare a pulire la casa del ragazzo, ma si bagna e, mentre è nella vasca, arriva Kaito. Vedendo il ragazzo, Lucia si mette a piangere e lo bacia. Intanto, le principesse devono affrontare una nuova nemica, Alala. |                   |                     |
| 22 (74)                                                       | Ladro di ricordi - La lettera 「思い出泥棒」 - Omoide dorobō – "Ladro di ricordi" | 28 agosto 2004    | 2 gennaio 2008      |
| 22 (74)                                                       | Caren, Noel e Coco ripartono per i loro regni. Intanto, Rihito affida a Lucia un carillon, che viene però rubato. Alla fine, Lucia scopre che ad averlo preso è stato proprio Rihito, il quale lo distrugge assieme a una lettera scritta da suo padre. |                   |                     |
| 23 (75)                                                       | Il concerto - La forza della musica 「心の奥のこころ」 - Kokoro no oku no kokoro – "Il cuore dietro la parte del cuore" | 4 settembre 2004  | 3 gennaio 2008      |
| 23 (75)                                                       | Lucia, Hanon e Rina vanno ad assistere a un concerto diretto da Rihito. Nel frattempo, Mikeru dona alle sue seguaci un nuovo potere, creato dal cuore di Seira, e ordina loro di attaccare il teatro in cui si svolge il concerto: tuttavia, mentre l'edificio crolla a causa loro, Rihito impedisce che ciò accada con i suoi poteri, rivelandosi essere uno dei Panthalassa. Al contrario di Lady Bat, LanHua e Alala che abbandonano la battaglia, le Black Beauty Sisters attaccano ma, con la comparsa della Regina dei Mari che dona una nuova canzone alle Principesse Sirene, vengono sconfitte. |                   |                     |
| 24 (76)                                                       | Al cuor non si comanda - L'unico desiderio 「私の欲しいもの」 - Watashi no hoshii mono – "Ciò che io voglio" | 11 settembre 2004 | 4 gennaio 2008      |
| 24 (76)                                                       | Hanon e Rina, per tirarla su di morale, portano Lucia al karaoke, che si rivela, tuttavia, essere una trappola di LanHua. Inoltre, anche Rihito dà il suo sostegno alla ragazza e le chiede quale sia la cosa che più desidera: Lucia, piangendo, risponde il cuore di Kaito. |                   |                     |
| 25 (77)                                                       | Una sofferta rinuncia - L'anello ritrovato 「恋占い」 - Koi uranai – "Amore indovino" | 17 settembre 2004 | 7 gennaio 2008      |
| 25 (77)                                                       | Hanon, insieme a Rina, porta Lucia da una veggente che le dice che per far avverare il suo desiderio deve gettare in mare il suo tesoro più prezioso, ovvero l'anello regalatole da Kaito. Quando però scopre che la veggente era falsa, la sirena si butta in mare per recuperare l'anello, ma con Hanon e Rina viene attaccata da Lady Bat, che le porta al cospetto di Mikeru: grazie al canto di Seira, le tre principesse sono salve e la nemica viene sconfitta. |                   |                     |
| 26 (78)                                                       | Una storia impossibile - Confessioni 「アイドルデビュー」 - Aidoru debyū – "Idol debut" | 24 settembre 2004 | 8 gennaio 2008      |
| 26 (78)                                                       | Un agente in cerca di nuovi talenti, recluta Alala (in forma umana) come idol. L'uomo prende in considerazione anche Rina, ma Masahiro dice che non è interessata: vedendo Rina guardare il manifesto di debutto di Alala, il ragazzo crede che anche lei voglia debuttare e pensa di aver distrutto il suo sogno. In realtà, Rina ha dei sospetti sull'identità di Alala: si rivela essere, infatti, la fata seguace di Mikeru che con la sua canzone riesce a sedurre tutto il pubblico maschile ad un suo concerto. Le Principesse Sirene, insieme, riescono a sconfiggerla. |                   |                     |
| 27 (79)                                                       | Le Black Beauty Sisters litigano - MiMi e SheShe fanno la pace 「決裂の姉妹」 - Ketsuretsu no shisutāzu – "Le Sisters separate" | 2 ottobre 2004    | 9 gennaio 2008      |
| 27 (79)                                                       | Dopo un'altra sconfitta da parte delle Principesse Sirene, le Black Beauty Sisters litigano e MiMi sale sulla terraferma da sola. Qui incontra Lucia, con la quale, non conoscendo la sua vera identità, fa subito amicizia. La ragazza viene invitata al Pearl Piari e Lucia, con Hanon e Rina, la convince a fare pace con la sorella. Durante la battaglia che segue, MiMi da sola utilizza tutti i suoi poteri contro le principesse, ma queste la sconfiggono. SheShe, ormai pentita, cura le ferite della sorella con il nuovo potere donato loro da Mikeru e le due fanno pace. |                   |                     |
| 28 (80)                                                       | Il giardino di Seira - Il fiore di ibisco 「星羅の花園」 - Seira no hanazono – "Il giardino di fiori di Seira" | 9 ottobre 2004    | 10-11 gennaio 2008  |
| 28 (80)                                                       | Lucia e la sua classe vanno in gita a un giardino naturale e la ragazza finisce in coppia con Kaito per studiare i fiori, suscitando la gelosia di Mikaru. Seira avvisa le Principesse Sirene di un imminente pericolo riguardante Mikeru. Kaito, intanto, ricorda grazie a un ibisco la festa che organizzò per il compleanno di Lucia e il portachiavi che le regalò con inciso il fiore. Prima di tornare a casa con Mikaru in taxi, il ragazzo posa un fiore d'ibisco, colto dal giardino, sul posto di Lucia nel pullman. |                   |                     |
| 29 (81)                                                       | Un generale al comando - Hippo, preso per la gola! 「みつかいたちのゆううつ」 - Mitsukai-tachi no yūutsu – "La malinconia delle seguaci" | 16 ottobre 2004   | 14-15 gennaio 2008  |
| 29 (81)                                                       | Le Black Beauty Sisters, Lady Bat, LanHua e Alala studiano un piano per catturare le Principesse Sirene e decidono di rapire Hippo come esca per attirarle. Tuttavia, tutti i tentativi falliscono. |                   |                     |
| 30 (82)                                                       | Problemi di cuore - La trappola di Alala 「抱きしめて⋯」 - Dakishimete… – "Abbracciami…" | 23 ottobre 2004   | 16-17 gennaio 2008  |
| 30 (82)                                                       | Rina capisce quanto Masahiro sia diventato importante per lei, ma non può confessargli i sentimenti che prova perché è una Principessa Sirena e un giorno dovrà tornare negli abissi. Decide, quindi, di rompere ogni contatto con il ragazzo, ma quando Alala attacca le principesse al suo concerto e Masahiro rischia la vita, Rina non esita a salvarlo e gli chiede di non lasciarla andare via; infine, i due si dichiarano e si baciano. |                   |                     |
| 31 (83)                                                       | La lettera di Taro - Un bacio al chiaro di luna 「最後の恋文」 - Saigo no raburetā – "L'ultima lettera d'amore" | 30 ottobre 2004   | 18-21 gennaio 2008  |
| 31 (83)                                                       | Hanon comincia a vedere Shirai sempre più spesso, ma non sa cosa fare quando arriva una lettera di Taro. Vedendola triste e spaesata, Shirai la invita a passare il pomeriggio assieme. Le cose prendono una brutta piega quando Lady Bat attacca la folla, ma Hanon viene salvata dal ragazzo, disposto a tutto pur di proteggerla. A fine giornata, pensando alla lettera di Taro, in cui le dice che un giorno troverà un ragazzo che ricambierà i suoi sentimenti, la sirena capisce di essersi innamorata di Shirai e lo bacia. |                   |                     |
| 32 (84)                                                       | Un romantico invito a pranzo - La verità sull'incidente alle Hawaii 「海に消えた記憶」 - Umi ni kieta kioku – "Memorie scomparse nel mare" | 6 novembre 2004   | 22-23 gennaio 2008  |
| 32 (84)                                                       | Kaito inizia a ricordarsi qualcosa e, di conseguenza, Mikaru cerca di tenerlo lontano da Lucia. Quando le sirene vengono attaccate, Kaito recupera definitivamente la memoria: in realtà, il suo incidente è stato causato da un attacco di Mikeru, che voleva ottenere informazioni sulle Principesse Sirene, ma Kaito, per impedirglielo, aveva sigillato la propria memoria. |                   |                     |
| 33 (85)                                                       | La vera identità delle amiche di MiMi - Una cura estrema per Mikeru 「乱れる心」 - Midareru kokoro – "Cuore confuso" | 13 novembre 2004  | 24-25 gennaio 2008  |
| 33 (85)                                                       | Le Black Beauty Sisters attaccano Lucia, Hanon e Rina, ma, durante la battaglia, MiMi scopre che le sirene loro nemiche sono le tre ragazze con cui aveva fatto amicizia in precedenza e decide di non combatterle più. SheShe, senza chiederle spiegazioni, decide di appoggiarla ma, per questa decisione, vengono uccise da Mikeru che necessitava assolutamente di assorbire dell'energia di qualcuno a causa dei suoi continui malori. |                   |                     |
| 34 (86)                                                       | Kaito, non mi lasciare! - La disperazione di Rihito 「白い羽根の誘惑」 - Shiroi hane no yūwaku – "Tentazioni di una piuma bianca" | 20 novembre 2004  | 28-29 gennaio 2008  |
| 34 (86)                                                       | Kaito decide di tornare a vivere a casa sua, ma Mikaru non la prende bene e le sue crisi si fanno sempre più frequenti. La ragazza accusa suo fratello dell'accaduto, affermando di essere sempre stata sola al mondo. Mikeru approfitta della situazione e tenta di assorbire Mikaru all'interno del suo corpo, ma il potere di Kaito lo ferma. Intanto, Rihito trova uno scettro nella cantina di casa. |                   |                     |
| 35 (87)                                                       | Una festa da rimandare - Mikaru scappa di casa 「さよならのかわりに⋯」 - Sayonara no kawari ni… – "Invece di un addio…" | 27 novembre 2004  | 30-31 gennaio 2008  |
| 35 (87)                                                       | Mikaru scappa di casa, decidendo di mettere fine al suo dolore e alla sua tristezza e unendosi a Mikeru; la ragazza si rivela essere l'altra metà dell'angelo. Kaito e gli altri cercano di fermarla, ma arrivano troppo tardi. Intanto, le Principesse Sirene sconfiggono Lady Bat, LanHua e Alala grazie alla nuova canzone donata loro dalla Regina dei Mari. |                   |                     |
| 36 (88)                                                       | Kaito e le sirene alla ricerca di Mikaru - Kaito difende Mikeru 「絶望の果て」 - Zetsubō no hate – "Alla fine della disperazione" | 4 dicembre 2004   | 1º-4 febbraio 2008  |
| 36 (88)                                                       | Mikeru attacca Lucia, Hanon, Rina e Kaito e li porta nel suo mondo. Kaito rinuncia alla battaglia al fianco delle sirene, perché questo significa dover attaccare anche Mikaru, ormai unitasi all'angelo. Seira, che si trova all'interno del corpo del nemico, lo blocca con il suo canto e permette alle principesse di scappare. Inoltre, per acquisire ancora più energia, Mikeru assorbe le sue sottoposte Lady Bat, LanHua e Alala: prima di scomparire, queste gli rivelano che in realtà è un falso, creato da "Lui". |                   |                     |
| 37 (89)                                                       | Affari di cuore - La vera identità di Mikeru 「天空の城へ⋯」 - Tenkū no shiro he… – "Verso il castello nel cielo…" | 11 dicembre 2004  | 5-6 febbraio 2008   |
| 37 (89)                                                       | Lucia, Hanon e Rina trascorrono un po' di tempo con i loro fidanzati, prima della battaglia finale contro Mikeru. Insieme a Caren, Noel e Coco, le sei Principesse Sirene partono alla volta del castello di Mikeru. Intanto, quest'ultimo scopre da "Lui" e Fuku che la sua vera forma è quella di un fossile, situato nei sotterranei del palazzo; Seira chiede a Lucia di distruggere la pietra. Kaito, vedendo il simbolo sulla fronte di Rihito, rivela a questi di appartenere come lui alla stirpe dei Panthalassa e che, quindi, anche Mikaru ne fa parte: questo spiega la forte attrazione che la ragazza prova per Kaito. I due decidono poi di prendere parte alla lotta. |                   |                     |
| 38 (90)                                                       | Il momento della verità - Il trionfo dell'amore 「聖夜の戦い」 - Seiya no tatakai – "Battaglia alla vigilia di Natale" | 18 dicembre 2004  | 7-8 febbraio 2008   |
| 38 (90)                                                       | Seira finalmente rinasce e si unisce alle altre sei principesse per combattere l'ultima battaglia. Si scopre che dietro "Lui" si cela il padre di Rihito e Mikaru, che, per proteggere quest'ultima, di salute cagionevole, accettò che una parte di DNA di Mikeru albergasse dentro la figlia. Pentito, però, prima di morire distrugge la statua dell'angelo. Fuku decide, quindi, di prendere pieno controllo del corpo di Mikeru, ma le Principesse Sirene, insieme a Kaito, Rihito e la Regina dei Mari riescono a purificarlo. In seguito, Mikeru parte per il paradiso con Fuku e i suoi compagni angeli, mentre la Regina dei Mari consegna Mikaru, rinata neonata, a Rihito. |                   |                     |
| 39 (91)                                                       | L'ultima festa - A volte ritornano 「夢のその先へ」 - Yume no sono saki he – "Avanti verso quel sogno" | 25 dicembre 2004  | 11-12 febbraio 2008 |
| 39 (91)                                                       | Per festeggiare il ritorno della pace, le Principesse Sirene organizzano un concerto con le loro canzoni. [In questo episodio compaiono tutti i personaggi dell'intera serie.] |                   |                     |